# 藤原隆光
藤原 隆光（ふじわら の たかみつ）は、平安時代中期の貴族。藤原北家高藤流、右衛門権佐・藤原宣孝の子。官位は正四位下・備中守。

## 経歴
一条朝の長保2年（1000年）主殿権助として見えるのが史料上の初見。長保3年（1001年）蔵人に補され、寛弘2年（1005年）には蔵人式部丞として、藤原実資の許に宣旨を持来している。寛弘末期に従五位下に叙爵し、蔵人大夫となる。また、藤原道長に近習として身近に仕えた。
後一条朝の治安3年（1023年）頃に皇后宮大進に任ぜられて皇后・藤原威子に仕え、治安4年（1024年）に正五位下に叙せられている。主殿頭を経て、長元3年（1030年）正四位下に至る。その後、左京大夫を務めたほか、時期は明らかでないが越前・筑前・備中・備前と四カ国の受領を歴任している。

## 官歴
- 長保2年（1000年） 正月22日：見主殿権助[4]
- 長保3年（1001年） 6月20日：兼六位蔵人[4]
- 寛弘2年（1005年） 3月25日：見蔵人式部丞[5]
- 時期不詳：従五位下
- 寛弘8年（1011年） 6月25日：見蔵人大夫[4]
- 治安3年（1023年）頃：皇后宮大進（皇后・藤原威子）
- 治安4年（1024年） 正月26日：正五位下（皇后宮当年御給）[5]
- 万寿2年（1025年） 4月26日：見皇后宮大進[6]
- 時期不詳：主殿頭
- 長元3年（1030年） 9月10日：正四位下[5]
- 長暦2年（1038年） 12月14日：見左京大夫[7]
- 時期不詳：越前守。筑前守。備前守。備中守[8]

## 系譜
注記のないものは『尊卑分脈』による。
- 父：藤原宣孝
- 母：藤原顕猷の娘（藤原南家巨勢麻呂流）
- 妻：家女房
  - 男子：藤原隆経
- 妻：源国挙の娘
  - 次男：藤原隆方（1014-1079）
  - 男子：藤原隆成
  - 男子：藤原隆清
- 生母不詳の子女
  - 男子：林慶
  - 男子：教意
  - 女子：藤原良経室[9]